# Frances Adaskin
Frances Alice Adaskin, CM (nascida Marr; 23 de agosto de 1900 - 8 de março de 2001) era uma pianista canadense.

## Biografia
Adaskin nasceu como Frances Alice Marr em Ridgetown, Ontário. Ela era filha de Del e Eunice Marr e a mais velha de três irmãos. Ela também começou a tocar piano em tenra idade, sob a direção de Whitney Scherer. Ela estudou no Alma College e, mais tarde, no Conservatório de Música com Paul Wells.
Em 1923, seu primeiro compromisso como acompanhante profissional foi com o violinista Harry Adaskin (falecido em 7 de abril de 1994). Eles se tornaram uma dupla e se casaram em 1926. O casal viajou até 1938 em turnê pela América do Norte e Europa com o Hart House String Quartet.
Adaskin também era um escritor de entretenimento (principalmente de contos). Muitos de seus trabalhos foram publicados na Saturday Night Magazine ao longo da década de 1940. Ela também completou suas memórias não publicadas, intituladas Fran's Scrapbook: A Talking Dream.

## Honras Nacionais
Adaskin recebeu a homenagem da Ordem do Canadá em 15 de dezembro de 1976. Foi premiado com "... uma vida dedicada à música como acompanhador de renome internacional e como solista e professor..." Ela foi investida como membro em 29 de abril de 1977.

## Morte
Frances Adaskin morreu em Vancouver em 8 de março de 2001, aos 100 anos.